# Bukovec (Plzeň)
Bukovec é uma comuna checa localizada na região de Plzeň, distrito de Domažlice.